# Weißschwanzmanguste
Die Weißschwanzmanguste (Ichneumia albicauda), auch Weißschwanzichneumon genannt, ist eine in Afrika und auf der Arabischen Halbinsel lebende Raubtierart aus der Familie der Mangusten (Herpestidae).

## Merkmale
Weißschwanzmangusten zählen zu den größten Vertretern ihrer Familie und erreichen eine Kopfrumpflänge von 47 bis 71 Zentimetern, eine Schwanzlänge von 34 bis 47 Zentimetern und ein Gewicht von 1,8 bis 5,2 Kilogramm. Das Unterfell ist gelblich oder weiß, daraus ragende schwarze Deckhaare verleihen dem Tier einen gräulichen Gesamteindruck. Die Gliedmaßen sind ab den Knien schwarz. Namensgebendes Merkmal ist die weiß gefärbte hintere Hälfte des buschigen Schwanzes, diese kann bei einzelnen Tieren aber auch schwarz sein.

## Verbreitung und Lebensraum

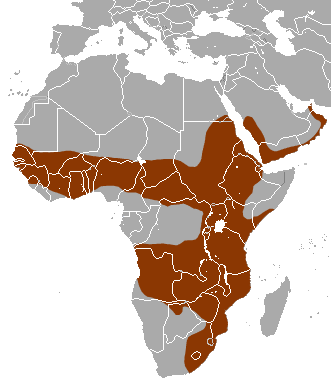
Verbreitungsgebiet der Weißschwanzmanguste

Weißschwanzmangusten sind über weite Teile Afrikas verbreitet, sie kommen vom Senegal und dem südlichen Ägypten bis in das nördliche Namibia und das östliche Südafrika vor, meiden jedoch ausgeprägte Wald- und Wüstengebiete. Darüber hinaus sind sie in der Südhälfte der Arabischen Halbinsel verbreitet. Ihr Lebensraum sind vorrangig Savannen und Grasländer, wo sie Gebiete mit dichtem Pflanzenwuchs wie Waldränder oder Flussufer bevorzugen.

## Lebensweise
Diese Tiere sind nachtaktiv, tagsüber verbergen sie sich in Bauen von Stachelschweinen oder Erdferkeln oder in Höhlen. Sie sind Einzelgänger, wobei die Männchen ihre Reviere gegenüber gleichgeschlechtlichen Artgenossen verteidigen – mit denen von Weibchen können sie sich großflächig überlappen.
Die Nahrung dieser Tiere besteht in erster Linie aus Insekten, daneben nehmen sie auch Schlangen und andere Wirbeltiere sowie Früchte zu sich.
Die Geburten fallen in die feuchteren Monate des Jahres, die Wurfgröße liegt zwischen einem und vier Neugeborenen. Die Tragzeit wird auf rund 60 Tage geschätzt, mit rund neun Monaten sind die Jungtiere selbständig.

## Weißschwanzmangusten und Menschen
Diese Tiere sind weit verbreitet und zählen laut der Roten Liste gefährdeter Arten der Weltnaturschutzunion IUCN zu den nicht bedrohten Arten („Least Concern“).
In manchen Regionen sind sie gefürchtet, da sie in Geflügelställe eindringen und die Tiere darin reißen.